# حوزه انتخابیه ششم کنتاکی
حوزه انتخابیه ششم کنتاکی یک حوزه انتخابیه مجلس نمایندگان آمریکا است که در ایالت کنتاکی قرار دارد.